# Chez Nous (politieke partij)
Chez Nous (Frans, te vertalen als bij ons, in ons land of bij ons thuis) is een extreemrechtse, nationalistische politieke partij in Franstalig België. Ze werd in oktober 2021 opgericht door Jérôme Munier en Gregory Vanden Bruel met het oog op deelname aan de verkiezingen in 2024.

## Geschiedenis
De Facebookpagina van Chez Nous werd in 2017 aangemaakt en in juni 2021 werd de beweging online gelanceerd. In oktober 2021 richtten Jérôme Munier (ex-PP en -MR) en Gregory Vanden Bruel (ex-PP en -cdH) de partij officieel op. Het evenement in Herstal waarop de partij zou worden voorgesteld werd geannuleerd. Antifascisten hadden daartoe ook opgeroepen. Vervolgens hielden de oprichters een beperkte bijeenkomst in Edingen, in aanwezigheid van Tom Van Grieken (Vlaams Belang) en Jordan Bardella (Rassemblement National). 
Begin 2023 was het de Waalse partij met het grootste aantal interacties op Facebook. Dat succes werd begin 2024 bevestigd door een analyse van het bureau Gosselin & de Walque. De partij zou vooral kiezers van PP, MR en Listes Destexhe aantrekken.
In september 2023 verbood burgemeester van Charleroi Paul Magnette (PS) het geplande ledencongres van Chez Nous in Charleroi, wegens openbare veiligheid. Dat zou plaatsvinden in een lokaal van het extremistische Nation. De partij ging deze beslissing in spoedprocedure aanvechten bij de Raad van State. De krant De Morgen omschreef enkele moeilijkheden van de partij om zich in te planten in Wallonië, zoals weerstand van linkse kiezers, een mediatiek cordon sanitaire en het ontbreken van een extreemrechts 'ecosysteem' van studentenverenigingen, actiegroepen en nieuwsmedia.
Volgens een opiniepeiling van Le Soir eind 2023 zouden 1,4% van de kiezers in Brussel en Wallonië op Chez Nous stemmen. Uiteindelijk stemde bij de Waalse gewestverkiezingen van 9 juni 2024 2,8% op Chez Nous, te weinig om een zetel in het regioparlement te behalen.

### Verkiezingen juni 2024
De partij nam voor de eerste keer deel aan verkiezingen in juni 2024. Voor de federale verkiezingen (Kamer van volksvertegenwoordigers) werden lijsten ingediend in alle Waalse provinciale kieskringen, voor de gewestverkiezingen (Waals Parlement) enkel in de kieskringen van de provincies Henegouwen en Luik. Chez Nous nam niet deel aan de verkiezingen voor het parlement van het Brussels Hoofdstedelijk Gewest na een afspraak hieromtrent met het Vlaams Belang, dat Chez Nous logistiek en mediatiek ondersteunt, met de bedoeling de Franstalige potentiële extreemrechts-kiezers niet te verdelen en zo de kansen op zetelwinst voor het VB gaaf te houden.

#### Resultaten
| Kieskring               | Federaal Parlement Stemmen | Federaal Parlement % | Waals Parlement Stemmen | Waals Parlement % |
| ----------------------- | -------------------------- | -------------------- | ----------------------- | ----------------- |
| Bergen                  | -                          | -                    | 5.191                   | 3,74%             |
| Charleroi-Thuin         | -                          | -                    | 11.843                  | 4,61%             |
| Doornik-Ath-Moeskroen   | -                          | -                    | 8.932                   | 4,56%             |
| Zinnik-La Louvière      | -                          | -                    | 5.830                   | 4,26%             |
| Totaal Prov. Henegouwen | 22.039                     | 2,98%                | 31.796                  | 4,36%             |
| Hoei-Borgworm           | -                          | -                    | 4.731                   | 3,78%             |
| Luik                    | -                          | -                    | 14.922                  | 4,43%             |
| Verviers                | -                          | -                    | 7.116                   | 4,54%             |
| Totaal Prov. Luik       | 21.877                     | 3,46%                | 26.769                  | 4,33%             |
| Namen                   | 9.595                      | 3,07%                | -                       | -%                |
| Waals-Brabant           | 4.659                      | 1,82%                | -                       | -%                |
| Luxemburg               | 5.888                      | 3,36%                | -                       | -%                |
| Waals Gewest            | 64.058                     | 3,03%                | 58.565                  | 2,83%             |

Federaal behaalde Chez Nous 64.058 stemmen, goed voor 3,03% van de uitgebrachte stemmen in Wallonië. In de kieskring Luik haalde ze de hoogste score: 3,46%. Ze haalde nergens de kiesdrempel van 5%. Voor het Waals Parlement scoorde Chez Nous in totaal 58.565 stemmen (2,83% van het totaal). Enkel in Henegouwen en Luik werden hiervoor lijsten ingediend, en daar haalde de partij respectievelijk 4,36% en 4,33%, waarmee ze in de buurt kwam van de kiesdrempel. Opvallend is het verschil in aantal stemmen dat federaal en regionaal behaald werd in dezelfde kieskringen, regionaal worden in Luik en Henegouwen respectievelijk 22% en 44% meer stemmen gehaald dan federaal, goed voor 14.649 extra stemmen.
Begin januari 2025 werd bekend dat Noa Pozzi, lijsttrekker in de kieskring Luik bij de federale verkiezingen in juni 2024, lid werd van de MR nadat een eerdere aanvraag tot lidmaatschap in augustus 2024 afgewezen werd. MR-voorzitter Georges-Louis Bouchez verdedigde de overstap, wat hem onder andere kritiek opleverde van voormalig premier en partijgenote Sophie Wilmès.

## Programma
Het programma van de partij omvat:
- respect voor tradities, identiteit en waarden
- verzet tegen massa-immigratie en radicaal islamisme
- verzet tegen de straffeloosheid
- lagere lasten op arbeid
- een efficiënt gebruik van overheidsmiddelen, zoals het tegengaan van vriendjespolitiek
- begroting moet de economie, kwaliteitsvol onderwijs en 'populaire cultuur' ondersteunen
- verdedigen van de plaatselijke ecologie (ecologie van het terroir).

De partij Chez Nous wil onder andere minaretten en ritueel slachten verbieden, de voorwaarden voor Belgisch burgerschap verstrengen, de openbare omroep RTBF privatiseren, de Senaat afschaffen en het aantal ministers verminderen.

## Banden met andere partijen
Zowel de extreemrechtse partijen Vlaams Belang uit Vlaanderen als Rassemblement National uit Frankrijk steunen en financieren de partij. Ook de PVV uit Nederland steunt het initiatief. Chez Nous kreeg de exclusiviteit voor het gebruik van logo's en acroniemen afgeleid van die van het Franse Rassemblement National of haar voorganger, het Front National, waaronder het vlammenlogo dat op zijn beurt is geleend van de neofascistische Movimento Sociale Italiano. Hoewel Chez Nous, bij monde van Munier, zich afzet tegen "het vuile en het extremistische" van groepen als Nation, vervullen Nation-leden prominente rollen binnen de partij.